# Dichapetalum grayumii
Dichapetalum grayumii är en tvåhjärtbladig växtart som beskrevs av G.T. Prance. Dichapetalum grayumii ingår i släktet Dichapetalum och familjen Dichapetalaceae. Inga underarter finns listade i Catalogue of Life.